# État hypnopompique
Un état hypnopompique (ou hypnopompe) est un état de conscience qui se produit au moment du réveil ; le terme a été inventé par le chercheur Frédéric Myers. L'opposé est l'état hypnagogique qui se produit à l'endormissement ; bien qu'ils soient souvent confondus, les deux états ne sont pas identiques.

## Description
L'état hypnagogique correspond à la cognition essayant de donner du sens aux images et aux associations, pendant la phase de l'endormissement ; l'état hypnopompique correspond à la rêverie crédule et teintée d'émotions, que la cognition essaye de lier au monde réel. Ils ont des sens phénoménologiques différents. La fonction diminuée du lobe frontal des premières minutes après le réveil – connue comme "l'inertie du sommeil" – cause le ralentissement du temps de réaction et l'altération de la mémoire à court terme. Les dormeurs se réveillant à ce moment sont souvent confus, ou parlent de façon insensée ; un phénomène que le psychologue Peter McKellar appelle "paroles hypnopompiques". Lors de l'éveil, des mouvements oculaires rapides (Rapid Eye Movement) se produisent, et c'est aussi le moment où la plupart des rêves se produisent, l'état hypnopompique est parfois accompagné d'images éclatantes persistantes. Certains aperçus d'idées créatives, attribués habituellement aux rêves, se produisent en réalité à ce moment du sommeil paradoxal, au cours de l'éveil.

## Divers
Dans The Committee of Sleep de Deirdre Barrett, le Prix Mc Arthur de Margie Profet, a été gagné pour récompenser ses expériences de biologie en rapport avec ce phénomène.